# Eghbalije
Eghbalije (perski: اقباليه) – miasto w Iranie, w ostanie Kazwin. W 2016 roku liczyło 55 066 mieszkańców.